# Карноэт
Карноэ́т (фр. Carnoët, брет. Karnoed) — коммуна во Франции, находится в регионе Бретань. Департамент — Кот-д’Армор. Входит в состав кантона Каллак. Округ коммуны — Генган.
Код INSEE коммуны — 22031.

## География
Коммуна расположена приблизительно в 440 км к западу от Парижа, в 140 км западнее Ренна, в 60 км к западу от Сен-Бриё.

## Население
Население коммуны на 2016 год составляло 672 человека.
| 1962 | 1968 | 1975 | 1982 | 1990 | 1999 | 2008 | 2016 |
| ---- | ---- | ---- | ---- | ---- | ---- | ---- | ---- |
| 1211 | 1350 | 1061 | 840  | 727  | 729  | 756  | 672  |

## Администрация
| Период | Период | Фамилия        | Партия                  | Примечания  |
| ------ | ------ | -------------- | ----------------------- | ----------- |
| 1989   | 2011   | Реми Лоринке   | Социалистическая партия | фермер      |
| 2011   | 2014   | Мари Геган     |                         |             |
| 2014   |        | Изабель Никола | Разные левые            | госслужащий |

## Экономика
В 2007 году среди 460 человек в трудоспособном возрасте (15—64 лет) 290 были экономически активными, 170 — неактивными (показатель активности — 63,0 %, в 1999 году было 66,1 %). Из 290 активных работали 271 человек (160 мужчин и 111 женщин), безработных было 19 (8 мужчин и 11 женщин). Среди 170 неактивных 50 человек были учениками или студентами, 75 — пенсионерами, 45 были неактивными по другим причинам.

## Достопримечательности
- «Долина святых»[фр.], в которой установлены статуи древних и средневековых католических чудотворцев и проповедников
- Часовня Сен-Жильда (XVI век). Исторический памятник с 1972 года[3]
- Часовня Нотр-Дам и мельница в деревне Пенити (XVI век). Исторический памятник с 1927 года[4]
- Три кургана Трелан (бронзовый век). Исторический памятник с 1971 года[5]
- Средневековый феодальный мотт Ропеллан. Исторический памятник с 1995 года[6]

## Фотогалерея

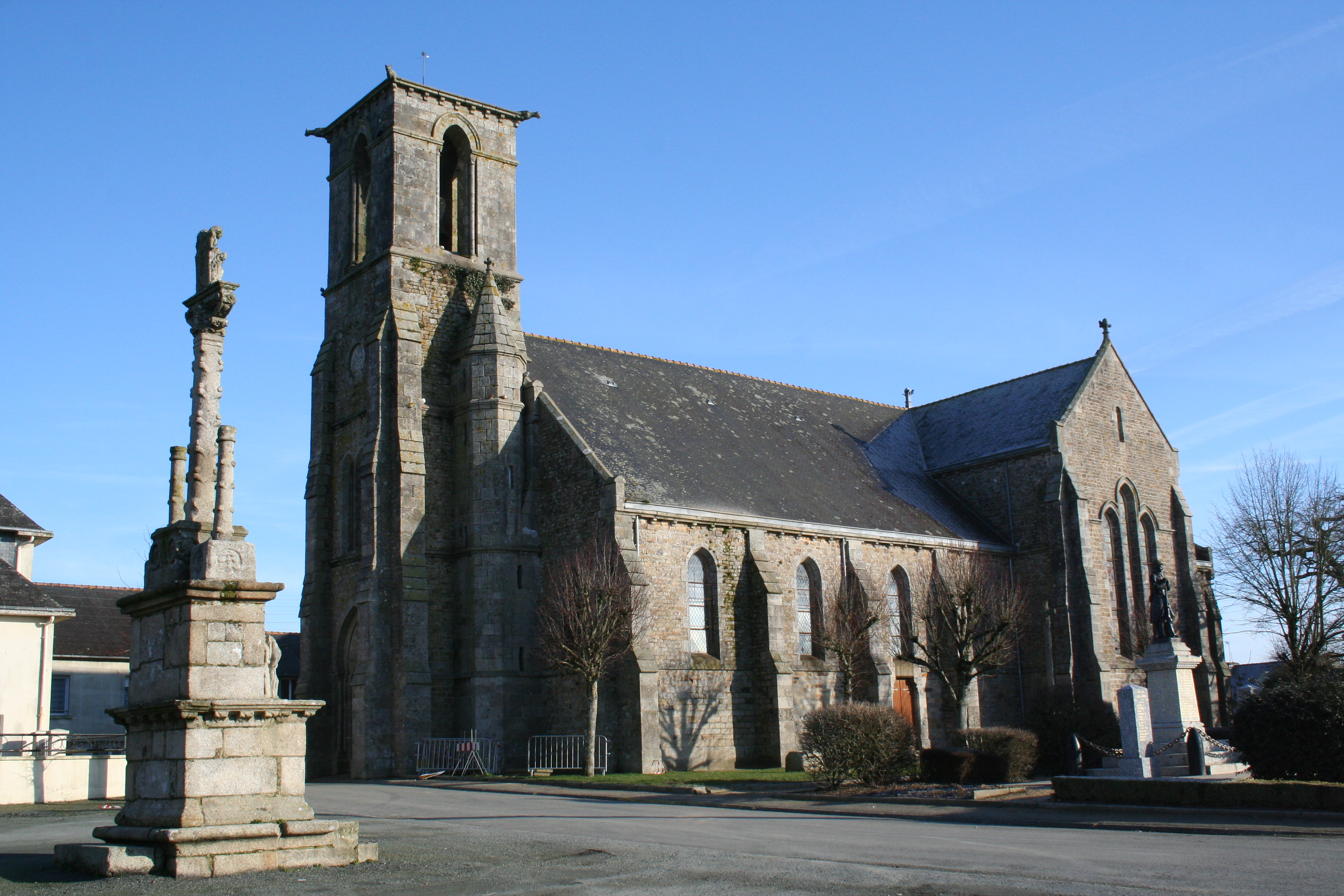
Церковь Сен-Пьер
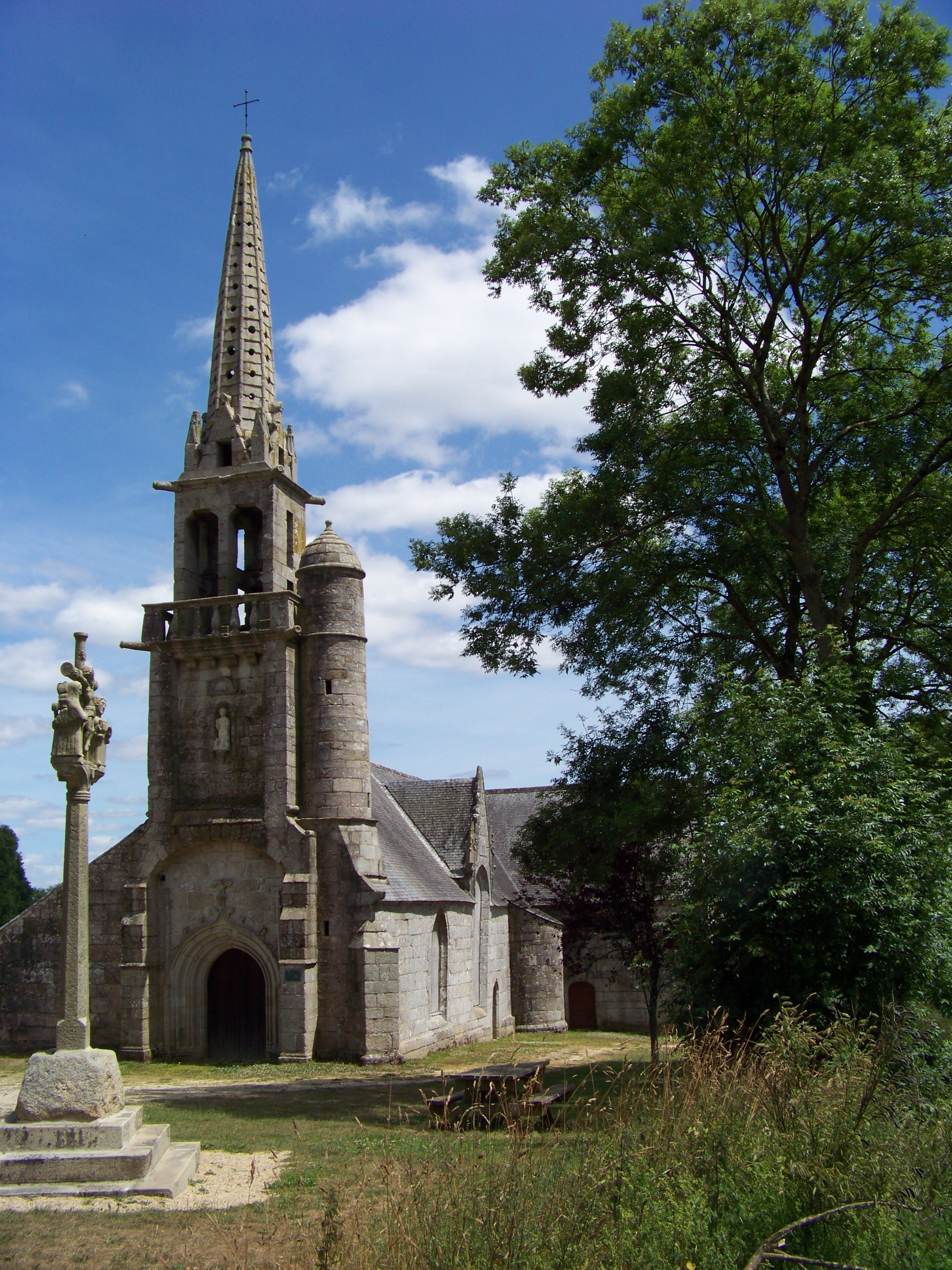
Часовня Сен-Жильда
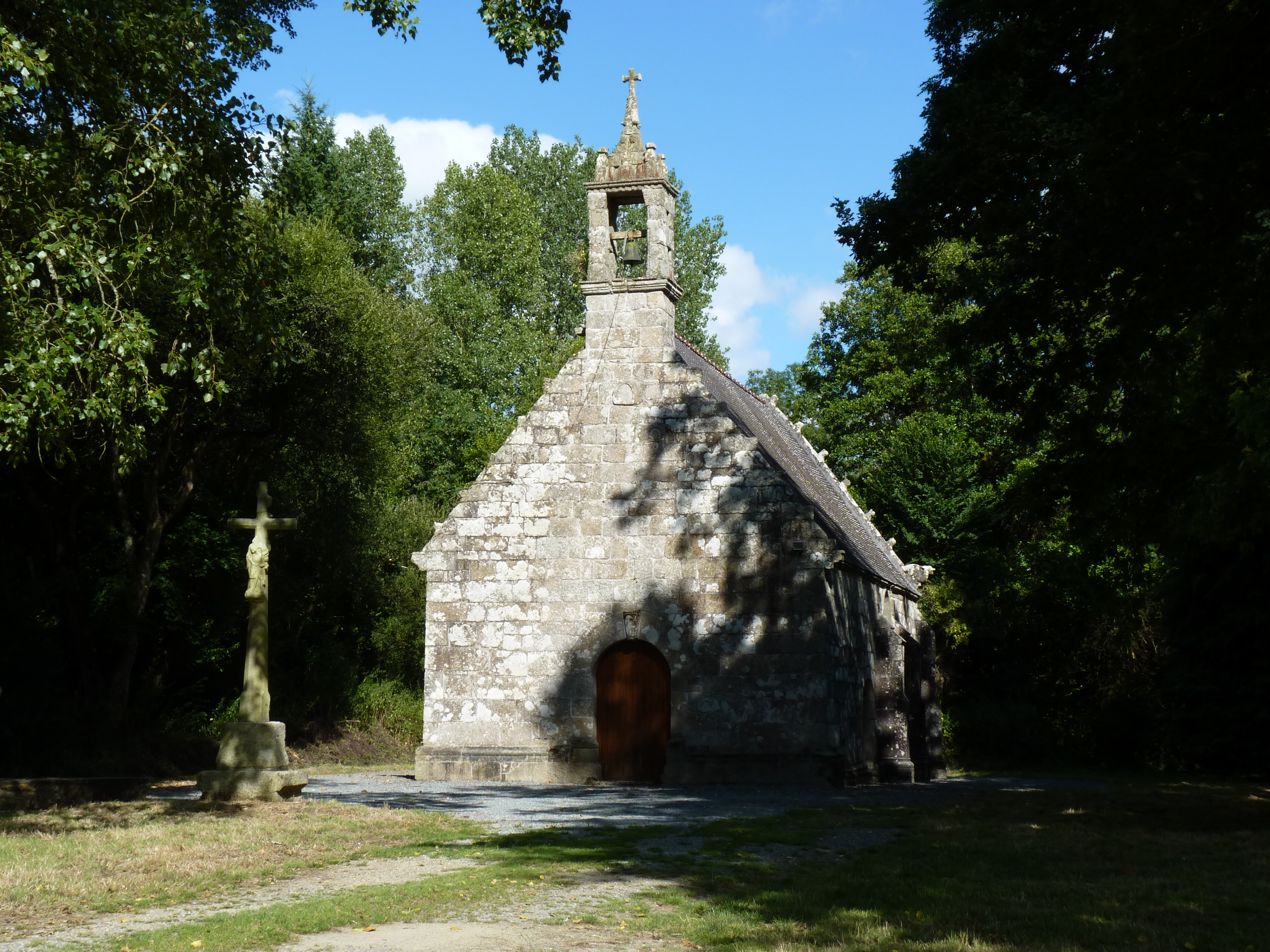
Часовня Нотр-Дам
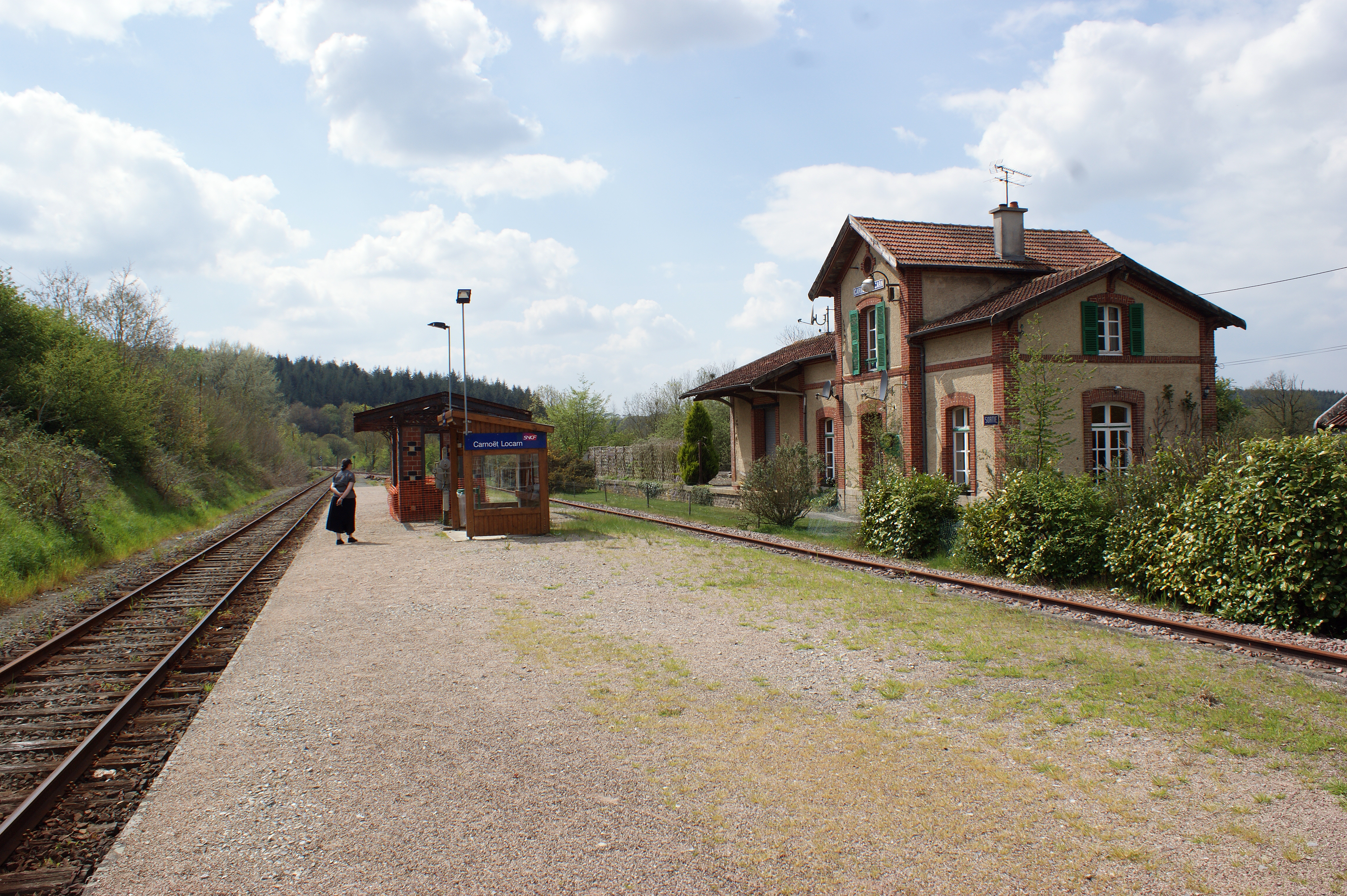
Вокзал